# Bộ Quốc phòng (Trung Hoa Dân Quốc)
Bộ Quốc phòng Trung Hoa Dân Quốc (Đài Loan) (tiếng Trung: 中華民國 國防部; bính âm: Zhōnghuá Mínguó Guófángbù) là một cơ quan cấp nội các trực thuộc nhánh hành pháp, chịu trách nhiệm về tất cả các vấn đề quốc phòng và quân sự của Đài Loan. Người đứng đầu là ông Khâu Quốc Chính

## Lịch sử
Bộ Quốc phòng Đài Loan, ban đầu được thành lập với tên gọi là Bộ Chiến tranh vào năm 1912 khi Trung Hoa Dân Quốc được thành lập. Sau khi Tư lệnh tối cao tối cao các lực lượng Đồng Minh Douglas MacArthur ban hành Mệnh lện chung số 1 vào ngày 2 tháng 9 năm 1945 về việc giải giáp và đầu hàng của lính Nhật và các lực lượng hỗ trợ ở đảo Đài Loan và quần đảo Bành Hồ với Thống chế Tưởng Giới Thạch, 1 trung tâm quản lí chiếm đóng đã được thành lập trên hòn đảo, đặt ở Đài Bắc, Đài Loan. Năm 1946, được đổi tên thành Bộ quốc phòng. Kể từ đó các hoạt động quân sự ở khu vực Đài Loan và Bành Hồ dần được mở rộng. Ngày 01 tháng 3 năm 2002, Luật Quốc phòng và Luật Cơ quan Bộ chính thức được ban hành 
Ngày 8 tháng 12 năm 2014, Bộ đã chuyển từ tòa nhà Bo Ai ở quận Trung Chính sang tòa nhà hiện tại ở khu Dazhi, Quận Trung Sơn, nơi đặt Sở chỉ huy Không quân, Bộ chỉ huy Hải quân và Bộ chỉ huy quân sự Hoành Sơn. Lễ cắt băng khánh thành chính thức toà nhà đã được tổ chức vào ngày 27 tháng 12 năm 2014

## Ngân sách Quốc phòng
Năm 2016, ngân sách quốc phòng hàng năm dành cho Đài Loan là 320 tỷ Đài tệ.
Năm 2021, Bộ Quốc phòng bắt đầu tài trợ trực tiếp cho các nghiên cứu liên quan đến quốc phòng tại các cơ sở nghiên cứu và đào tạo ngoài quân đội 5 tỷ Đài tệ (147 triệu đô la Mỹ) đã được phân bổ cho 5 năm đầu tiên của chương trình với trọng tâm ban đầu là bảo mật thông tin và người máy, trí tuệ nhân tạo, internet vạn vật và điện toán lượng tử. Trước đây kinh phí được phân bổ thông qua các tổ chức trung gian với hầu hết các tổ chức nghiên cứu liên kết trong quân đội như Viện Khoa học và Công nghệ Trung Sơn (NCSIST).